# Franziska Franz

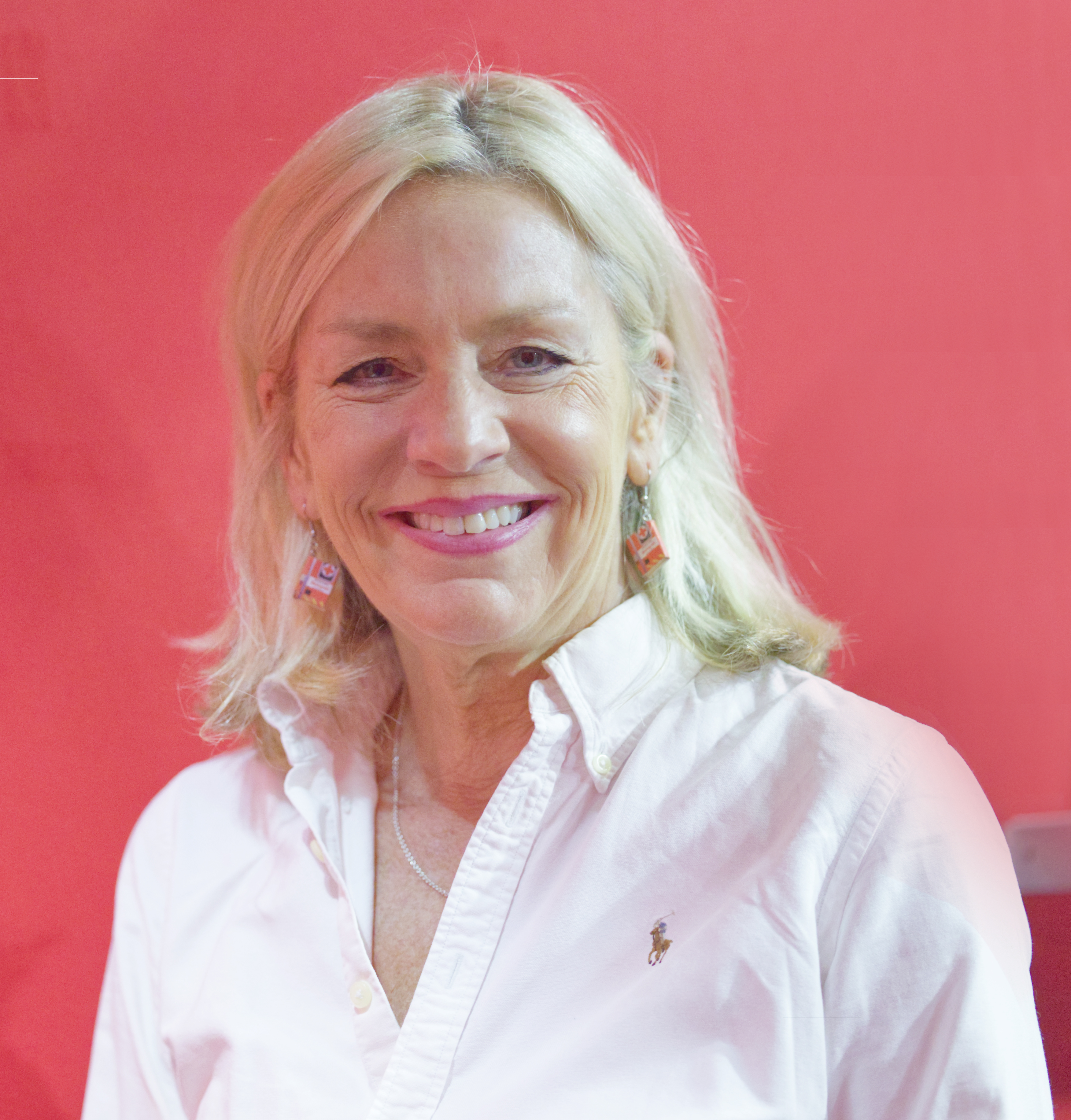
Franziska Franz, Frankfurter Buchmesse 2023

Franziska Franz (* 14. November 1962 in Detmold) ist eine deutsche Kinderbuch- und Krimi-Autorin.

## Leben und Werk
Franziska Franz absolvierte zunächst eine Schauspielausbildung und war am Theater und beim Film tätig, bis sie sich mit 27 Jahren entschied, die Theaterkarriere zugunsten der Familienarbeit aufzugeben. Erst spät begann sie mit dem Schreiben. Ab 2017 schrieb sie für den Schulunterricht und Kindergarten geeignete didaktische Kinderbücher, es folgten Kriminalgeschichten für Anthologien und Kriminalromane, die in Frankfurt am Main situiert sind.
Zusammen mit dem Leiter der Frankfurter Rechtsmedizin, Marcel Verhoff, betreibt sie seit März 2023 einen zweiwöchentlich erscheinenden True-Crime-Podcast unter dem Titel SpurenElemente über historische Kriminalfälle. Der Podcast wird beim Verlag Edition Krimi produziert, bei dem auch einige ihrer Kriminalromane erschienen sind.
Auch als Sprecherin ist Franziska Franz tätig: Sie ist – neben Klaus Maria Dechant – die weibliche Stimme im 2023 erschienenen Hörbuch Love like Blood von Mathias Aicher.
Im Jahr 2021 war Franziska Franz Jurymitglied beim Friedrich-Glauser-Preis in der Sparte Debüt-Glauser. Sie ist Mitglied in der Autorenvereinigung Syndikat. Sie lebt in Frankfurt-Bockenheim und hat zwei Töchter.

### Publikationen
- mit Norbert J. Rottensteiner: Anna und die Liebe in Frankfurt. Aavaa Verlag, 2017, ISBN 978-3-8459-2216-4.
- mit Norbert J. Rottensteiner: Stadtsommer. Zwei Liebesromane. Aavaa Verlag, 2019, ISBN 978-1-68766-988-9.
- Die stumme Frau. Dirk-Laker-Verlag, Bielefeld 2019, ISBN 978-3-940627-14-8.

### Kinderbücher
- Hans Hase mit der langen Nase. Turmhut-Verlag, Stockheim 2017, ISBN 978-3-945175-26-2.
- Der Wald und sein Dönekens. Turmhut-Verlag, Stockheim 2017, ISBN 978-3-945175-22-4.
- Neue verrückte Satzzeichenabenteuer. Aavaa-Verlag, 2017, ISBN 978-3-8459-2423-6.
- Satzzeichengeschichten: Sieben Satzzeichen erzählen Schulkindern, wie sie am besten in die Sätze passen. E-Book. Kindle 2017.
- Emil Igel und die Adoption. E-Book. Verlag Epubli 2018, ISBN 978-3-7467-6754-3.

### True Crime
- Tatort Kettenhofweg.  Paperback. Gmeiner-Verlag, Meßkirch 2025, ISBN 978-3-8392-0909-7

### Frankfurt-Krimis
- Tod in der Fabrik. E-Book. Epubli 2018, ISBN 978-3-7467-6742-0.
- Mainkurtod: Ein Frankfurt-Krimi. Verlag Edition Krimi, Frankfurt am Main 2019, ISBN 978-3-946734-23-9.
- Eisernes Verderben: Ein Frankfurt-Krimi. Edition Krimi, Frankfurt am Main 2020, ISBN 978-3-946734-79-6.
- Das Geheimnis des Roten Hauses: Ein Frankfurter Altstadt-Krimi. Edition Krimi, Frankfurt am Main 2020, ISBN 978-3-946734-63-5.
- Blutzeilen: Ein Frankfurt-Krimi. Edition Krimi, Frankfurt am Main 2022, ISBN 978-3-948972-50-9.
- Frankfurt Hunters. Mainbook, Frankfurt am Main 2024, ISBN 978-3-948987-84-8.

### Privatermittlerin Karla Senkrecht
- Blutmain. Gmeiner Verlag, Meßkirch 2020, ISBN 978-3-8392-2691-9.
- Maingrab. Gmeiner Verlag, Meßkirch 2023, ISBN 978-3-8392-0391-0.

### Sachbücher
- mit Marcel A. Verhoff: SpurenElemente. Das Buch zum True Crime Podcast. Edition Krimi, Hamburg 2024, ISBN 978-3-949961-17-5.

### Als Sprecherin
- mit Klaus Maria Dechant: Mathias Aicher: Love like Blood. Early Bird, Rellingen 2023, ISBN 978-3-98576-026-8.